# Bellingham (condado de Norfolk, Massachusetts)
Bellingham é um lugar designado pelo censo localizado no condado de Norfolk no estado estadounidense de Massachusetts. No Censo de 2010 tinha uma população de 4.854 habitantes e uma densidade populacional de 342,37 pessoas por km².

## Geografia
Bellingham encontra-se localizado nas coordenadas 42° 05′ 23″ N, 71° 28′ 20″ O. Segundo a Departamento do Censo dos Estados Unidos, Bellingham tem uma superfície total de 14.18 km², da qual 13.93 km² correspondem a terra firme e (1.74%) 0.25 km² é água.

## Demografia
Segundo o censo de 2010, tinha 4.854 pessoas residindo em Bellingham. A densidade populacional era de 342,37 hab./km². Dos 4.854 habitantes, Bellingham estava composto pelo 93.45% brancos, o 1.09% eram afroamericanos, o 0.08% eram amerindios, o 2.58% eram asiáticos, o 0.04% eram insulares do Pacífico, o 1.24% eram de outras raças e o 1.52% pertenciam a duas ou mais raças. Do total da população o 3.17% eram hispanos ou latinos de qualquer raça.